# 왜우산풀
왜우산풀(Pleurospermum camtschaticum)은 한반도 각처의 산이나 들에 나는 여러해살이풀로 높이는 50-100cm이다. 전체에 털이 없고, 원줄기 윗부분에서 굵고 짧은 가지가 나오며, 속이 비었고, 뿌리는 굵다. 근생엽과 줄기 밑부분의 잎은 잎자루가 길고, 넓은 난상 삼각형, 3출겹잎으로 2회 깃모양으로 갈라지며, 길이 20-40cm이다. 최종 갈래는 좁은 난형, 맥 위와 가장자리에 잔 돌기가 있고, 끝이 뾰족하며, 깃 모양으로 갈라지고, 결각상의 톱니가 있다. 꽃은 희고, 겹산형꽃차례를 이루며, 총포와 작은 총포는 잎 모양이고, 열매는 난형, 분과의 능선에 작은 이 모양의 톱니가 있다.